# 2018年の道路
2018年の道路（2018ねんのどうろ）とは、2018年（平成30年）に起こった道路関係の出来事をまとめたページである。
2017年の道路 - 2018年の道路 - 2019年の道路

## 出来事の一覧

### 1月
- 9日
  - （施工）  中国最長の水底トンネルとなる蘇錫常南部高速道路の常州〜無錫区間太湖トンネルが全面的施工段階となる[1]。
- 28日
  - （開通）  新東名高速道路 海老名南JCT - 厚木南IC (1.5 km)[2]

### 2月
- 3日
  - （開通）  東関東自動車道 鉾田IC - 茨城空港北IC (8.8 km)[3]
  - （開通）  都城志布志道路 飯野松山都城線 梅北工区 梅北IC - 金御岳IC (2.5 km)[4]
- 17日
  - （IC供用）  神戸淡路鳴門自動車道 淡路島中央スマートIC[5]
- 25日
  - （拡幅）  首都高速中央環状線 堀切JCT - 小菅JCT（内回り） (0.6 km) (3車線→4車線)[6]

### 3月
- （竣工）  港珠澳大橋珠海連結線の2層道路トンネル「拱北トンネル」が竣工[7]。
- 4日
  - （開通）  都城志布志道路 有明道路 有明北IC - 有明東IC (4.3 km)[8][9]
- 10日
  - （開通）  国道115号 東北中央自動車道 相馬福島道路 相馬玉野IC - 霊山飯舘IC (5.0 km)[10]
  - （開通）  国道115号 東北中央自動車道 相馬福島道路 霊山道路 霊山飯舘IC - 霊山IC (12.0 km)[10]
  - （開通）  首都高速10号晴海線 晴海出入口 - 豊洲出入口 (1.2 km)[11]
  - （開通）  国道474号 三遠南信自動車道 飯喬道路 龍江IC - 飯田上久堅・喬木富田IC (3.4 km)[12][13]
- 11日
  - （開通）  東九州自動車道 日南北郷IC - 日南東郷IC (9.0 km)[14]
- 17日
  - （IC供用）  中央自動車道 駒ヶ岳スマートIC[15]
  - （開通）  国道3号 博多バイパス 福岡県福岡市東区下原 - 松崎 (3.3 km)[16]
- 18日
  - （開通）  国道47号 新庄酒田道路 余目酒田道路 山形県東田川郡庄内町廻館 - 酒田市新堀 (6.8 km)[17]
  - （拡幅）  首都高速中央環状線・5号池袋線 熊野町JCT - 板橋JCT（内・外回り） (0.5 km) (3車線→4車線)[6]
  - （開通）  新名神高速道路 川西IC - 神戸JCT (16.9 km)[18]
  - （開通）  国道9号 山陰自動車道 朝山・大田道路 大田朝山IC - 大田中央・三瓶山IC (6.3 km)[19]
  - （IC供用）  長崎自動車道 木場スマートIC[20]
- 20日
  - （開通）  国道140号 皆野秩父バイパス 秩父蒔田IC - 上蒔田交差点 (0.9 km)[21]
- 21日
  - （開通）  国道7号 秋田自動車道 鷹巣大館道路 大館能代空港IC - 鷹巣IC (1.7 km)[22]
  - （開通）  国道45号 三陸北縦貫道路 田老岩泉道路 田老北IC - 岩泉龍泉洞IC (6.0 km)[23][24]
  - （開通）  国道45号 三陸自動車道 宮古田老道路 田老真崎海岸IC - 田老北IC (4.0 km)[23][24]
  - （IC供用）  山陽自動車道 沼田PAスマートIC[25]
- 24日
  - （IC供用）  東北自動車道 矢巾スマートIC[26]
  - （開通）  国道354号 板倉北川辺バイパス 群馬県邑楽郡板倉町大字海老瀬 - 埼玉県加須市柏戸 (4.6 km)[27]
  - （IC供用）  東名高速道路 守山スマートIC[28]
  - （IC供用）  名神高速道路 安八スマートIC[29]
  - （IC供用）  舞鶴若狭自動車道 三方五湖スマートIC[30]
  - （開通）  国道251号 島原道路 諫早外環状線 栗面IC - 小船越IC (2.7 km)[31]
- 25日
  - （開通）  国道45号 三陸自動車道 本吉気仙沼道路 大谷海岸IC - 気仙沼中央IC (7.1 km)[32]
  - （IC供用）  北陸自動車道 能美根上スマートIC[33]
  - （開通）  国道504号 北薩横断道路 泊野道路 きららIC - 中屋敷IC (6.9 km)[34][9]
- 26日
  - （開通）  国道122号 館林明和バイパス 群馬県館林市苗木町 - 邑楽郡明和町川俣 (3.7 km)[35]
- 31日
  - （IC供用）  山陽自動車道 福山SAスマートIC[36]
  - （IC供用）  長崎自動車道 小城スマートIC[37]
  - （開通）  国道497号 西九州自動車道 唐津伊万里道路 南波多谷口IC - 伊万里東府招IC (5.3 km)[38]

### 4月
- 1日
  - （移管）  南阪奈道路 美原JCT - 羽曳野IC (4.6 km) （大阪府道路公社 → 西日本高速道路株式会社（NEXCO西日本））[39]
  - （移管）  堺泉北道路 全線 (7.0 km) （大阪府道路公社 → 西日本高速道路株式会社（NEXCO西日本））[39]
  - （無料開放）  西宮北道路 全線 (4.3 km)[40]
- 11日
  - （JCTランプ供用）東京外環自動車道・常磐自動車道 三郷JCT（外環外回りから常磐道への専用ランプ）[41]
- 15日
  - （開通）  東北中央自動車道 大石田村山IC - 尾花沢IC (5.3 km)[42]
  - （IC供用）  中央自動車道 富士吉田西桂スマートIC （大月JCT方面出入口）[43]
- 21日
  - （開通）  国道235号 日高自動車道 門別厚賀道路 日高門別IC - 日高厚賀IC (14.2 km)[44]
  - （IC供用）  東北自動車道 奥州スマートIC[45]
  - （無料開放）  東総有料道路 全線 (11.4 km)[46]
- 24日
  - （PA供用）  京葉道路 京葉市川PA[47]
- 28日
  - （開通）  中部横断自動車道 八千穂高原IC - 佐久南IC (14.6 km)[48]

### 5月
- 14日
  - （長期間閉鎖）  首都高速1号羽田線 羽田入口 （上り線。料金所設置のため、2019年（平成31年）5月までの予定。）[49]
- 20日
  - （TB廃止）  首都高速1号羽田線 平和島本線料金所[49]
  - （TB廃止）  首都高速湾岸線 大井本線料金所[49]
  - （開通）  国道266号 熊本天草幹線道路 大矢野バイパス みすみIC - 登立IC (3.7 km)[50][51]

### 6月
- 2日
  - （開通）  東京外環自動車道 三郷南IC - 高谷JCT (15.5 km)[52]
  - （IC供用）  東京外環自動車道 三郷中央IC[52]
  - （IC名称変更）  京葉道路 市川IC → 京葉市川IC[52]
  - （開通）  国道298号 東京外かく環状道路 千葉県松戸市 - 市川市 (11.4 km)[52]
- 20日
  - （TB廃止）  国道470号 能越自動車道 高岡砺波道路 福岡本線料金所[53]
- 24日
  - （IC供用）  名神高速道路 養老SAスマートIC[54]

### 7月
- 15日
  - （開通）  国道47号 新庄酒田道路 新庄古口道路 山形県最上郡戸沢村大字津谷 - 大字古口 (2.2 km)[55]
- 28日
  - （開通）  国道45号 三陸自動車道 唐桑高田道路 陸前高田長部IC - 陸前高田IC (6.5 km)[56]
  - （PA・IC供用）  北関東自動車道 太田強戸PA/スマートIC[57]

### 8月
- 5日
  - （フルIC化）  東九州自動車道 別府湾スマートIC （上り線出入口）[58]
  - （路線名称変更）  大分自動車道 速見IC - 大分米良IC (33.1 km) ⇒ 東九州自動車道[59]
- 6日
  - （フルIC化）  中央自動車道 富士吉田西桂スマートIC （河口湖IC方面出入口）[60]
- 11日
  - （開通）  国道45号 三陸自動車道 吉浜釜石道路 吉浜IC - 釜石南IC (5.0 km)[56]
- 20日
  - （開通）  首都地区環状高速道路（G95）の最後の工事区間（通州-大興）が開通[61]。
- 25日
  - （無料開放）  平井寺トンネル有料道路 全線 (1.8 km)[62]

### 9月
- 1日
  - （開通）  国道8号 福井バイパス 福井県あわら市笹岡 - 坂井市丸岡町玄女 (5.4 km)[63]
- 29日
  - （開通）  国道371号 大阪橋本道路 石仏バイパス 大阪府河内長野市岩瀬 - 天見 (2.3 km)[64]

### 10月
- 24日
  - （開通）  香港  マカオ  中国 港珠澳大橋[65][66]
- 27日
  - （開通）  国道477号 四日市インターアクセス道路 四日市湯の山道路 三重県三重郡菰野町大字吉沢 - 大字音羽 (4.4 km)[67]

### 11月
- 3日
  - （拡幅）  舞鶴若狭自動車道 綾部PA - 舞鶴西IC (4.7 km) (2車線→4車線)[68]
- 4日
  - （暫定開通）  東京都市計画道路幹線街路環状第2号線 東京都江東区豊洲6丁目 - 中央区築地5丁目 (2.8 km)[69]
- 11日
  - （開通）  国道218号 九州中央自動車道 高千穂日之影道路 雲海橋交差点 - 日之影深角IC (2.8 km)[70]
- 17日
  - （開通）  国道56号 窪川佐賀道路 片坂バイパス 四万十町西IC - 黒潮拳ノ川IC (6.1 km)[71]
- 24日
  - （開通）  国道38号 旭川十勝道路 富良野道路 北の峰IC - 布部IC (8.3 km)[72]
- 30日
  - （TB供用）  札樽自動車道 朝里本線料金所 (下り線)[73]。
  - （拡幅）  東海北陸自動車道 白鳥IC - 高鷲IC (8.0 km) (2車線→4車線)[74]

### 12月
- （改修）  南京長江大橋の改修工事完了[75]。
- 1日
  - （無料開放）  若戸トンネル (2.3 km)[76]
  - （無料開放）  若戸大橋 (2.1 km)[76]
- 7日
  - （拡幅）  上信越自動車道 新井PA/スマートIC - 上越JCT (13.0 km) (2車線→4車線)[77]
- 8日
  - （開通）  後志自動車道 余市IC - 小樽JCT (23.3 km)[78]
  - （拡幅） 東海北陸自動車道 ひるがの高原SA - 飛驒清見IC (25.8 km) (2車線→4車線)[74]
- 15日
  - （開通）  国道497号 西九州自動車道 伊万里松浦道路 調川IC - 松浦IC (2.2 km)[79]
  - （ICランプ供用）  国道24号 京奈和自動車道 大和御所道路 御所南IC北向きオフランプ（和歌山方面からの流出路）[80]
- 16日
  - （開通）  九州中央自動車道 小池高山IC - 山都中島西IC (10.8 km)[81]
- 22日
  - （拡幅）  国道1号 静清バイパス 牧ヶ谷IC - 丸子IC (3.0 km) (2車線→4車線)[82]
- 28日
  - （着工）  海南省海口市文明東トンネル着工[83]。
- 31日
  - （完成）  四川省の雅康高速道路が全線完成[84]。